# 料額印面
料額印面（りょうがくいんめん）とは、日本郵便が販売する商品の一部に印刷された、料金額を示す紋様のことである。

## 概要
郵便料金を支払ったことを示す証憑であるため、わざわざ切手を貼り付けることなく差し出すことができる。ただし、料額印面を切り取って他の郵便物の料金に使うことはできないため、完全に切手と同じ扱いになる訳ではない。
なお、差し出す権利を購入した訳ではないので、郵便料金が値上がりした場合は差額分の切手を貼り付ける必要がある。
また、普通の書き損じは交換手数料(と差額)を添えて郵便窓口に提出すれば新しいものと引き換えられるが、料金額面を汚損した場合は無効となる。尤もこの点は切手も同様である。
以上のように少々不自由な特徴をもつ一方で、特に通常はがきについては郵便料金だけ支払えばよく、用紙代を負担する必要がない点は魅力的であるといえる。

## 対象商品
- はがき[注釈 2]
- 郵便書簡
- 特定封筒郵便物